# Єрмошина Лідія Михайлівна
Лідія Михайлівна Єрмошина, уроджена Горковенко (біл. Лідзія Міхайлаўна Ярмошына (Гаркавенка); нар. 29 січня 1953, Слуцьк, Мінська область, Білоруська РСР, СРСР) — білоруська державна діячка, членкиня (1992—1996) і голова (1996—2021) Центральної комісії з виборів і проведення республіканських референдумів Республіки Білорусь. Заслужений юрист Республіки Білорусь (2003).

## Біографія
Народилася в сім'ї військовослужбовця. У 1975 році закінчила юридичний факультет Калінінградського державного університету (нині Балтійський федеральний університет імені Іммануїла Канта).
Працювала юрисконсультом (1975—1987) торговельних і промислових підприємств Калінінграда і Бобруйська, помічником прокурора Жовтневого району Калінінграда (1987—1988), головою юридичної служби Бобруйського міськвиконкому (1988—1996).
6 грудня 1996 року призначена на посаду голови Центральної комісії з виборів і проведення республіканських референдумів Республіки Білорусь замість попередника Віктора Гончара, який зник безвісти в 1999 році.
Розлучена, мала сина Олексія, який працював юристом. У червні 2017 року недержавні ЗМІ Білорусі повідомили про смерть 40-річного Олексія Єрмошина.

## Нагороди
- Орден Пошани (12 січня 2014 року)[6]
- Грамота Виконавчого комітету СНД[7]

## Критика
- Мати колишнього політв'язня Микити Лиховида Олена Лиховид вважає, що Лідія Єрмошина, назвавши жінок, які активно беруть участь у громадському житті, «поганими матерями» і «поганими дружинами», образила всіх матерів Білорусі і саме слово «мати»[8]. За висловлювання «Цим жінкам робити нічого! Сиділи б удома, борщ варили, а не площами шастали!» Єрмошина була нагороджена російської антипремією «Сексист року» (2010) в номінації «Жінки проти жінок»[9][10].
- У відповідь на критику Л. Єрмошиною кандидата в президенти на виборах 2010 року Миколая Статкевича, екс-політв'язень і політолог Сергій Марцель заявив: «Єрмошина непокоїться, бо Статкевич показав режиму, що він послідовний і, головне, ефективний політик»[11].
- Один із керівників кампанії «За справедливі вибори» Віктор Корнєєнко пов'язує побоювання Єрмошиної з тим, що, мабуть, вона «підсвідомо розуміє, що вибори, які проводяться за її сценарієм, рано чи пізно обов'язково призведуть до жорстких протестів».
- У 2006, 2010, 2020 роках Лідії Єрмошиній заборонили в'їзд на територію Євросоюзу за «причетність до фальсифікацій»[1][12]. Вона також потрапила під санкції США (2006)[13], Канади[14], Великої Британії[15][16] та Швейцарії[17][18] (2020).